# AIK银行
AIK银行（AIK Banka, AIK Banka a.d. Belgrade），是总部位于塞尔维亚贝尔格莱德的一家商业银行。

## 沿革
1976年，AIK银行成立，其初期是作为尼什农业工业联合企业的内部银行进行运作。1993年8月10日，在获得南斯拉夫中央银行的许可证后，它成为一个功能齐备的金融机构，并在与法人实体和个人客户合作实践中，最终注册为一家合资企业。
2006年，希腊农业银行收购了AIK银行的24.99%的普通股和24.99%的优先股，但并未披露交易金额。2014年2月，塞尔维亚的MK集团子公司Sunoko通过收购，成为该公司的最大股东，占当时总股本的50.37%。2015年7月1日，该银行将总部从尼什迁至贝尔格莱德，同时将法定名称变更为AIK Banka a.d. Belgrade。
2015年，AIK银行正式成为MK集团成员。通过2016年收购斯洛文尼亚的上卡尼奧拉银行（Gorenjska banka）的股份，AIK银行增加了收入和盈利能力，并继续在塞尔维亚之外的市场上向欧盟扩张。在塞尔维亚当地，AIK银行于2017年4月收购了阿尔法银行的100%股份，锁定了它在当地的发展基础。2017年12月22日，阿尔法银行完成了并入程序，并于当年6月至12月，有超过800名员工离职。
截至2017年12月，AIK银行拥有上卡尼奧拉银行75.99%的股份，后者拥有斯洛文尼亚国内的4.7%的银行业市场份额。同年，AIK银行完成了创纪录的1.0197亿欧元的净利润，是塞尔维亚银行中的第一名。

## 荣誉
2016年，在“国际苏格拉底奖”（International Socrates Award Ceremony）上，AIK银行荣获欧洲企业理事会在评选的“最佳区域机构”。2015年和2016年，AIK银行连续两年获得《国际银行家》颁发的塞尔维亚最佳商业银行和东欧最佳客户服务奖。

## 市场数据
截止2017年11月16日，AIK银行的市值为1.25亿欧元。

## 相关
- 塞尔维亚银行列表（英语：List of banks in Serbia）